# アルトゥーナ・マウンテンシティー
アルトゥーナ・マウンテンシティー（Altoona Mountain City(s)）は、1884年に、ペンシルベニア州アルトゥーナを本拠地とし、ユニオン・アソシエーションに加盟していたプロ野球チーム。

## 球団史
球団は1880年頃、ペンシルベニア州で評判のアマチュア球団だった。1883年にプロ化した際、インターステートリーグに参加したが、このリーグの所属チームは翌年イースタンリーグに大量移籍する。リーグの先行きに不安を感じていたチームは、1884年にユニオン・アソシエーション会長のヘンリー・ルーカスに参加を誘われ（当時ルーカスは7球団しかチームを勧誘できていなかったという）、この年創設されたユニオン・アソシエーションに参加することになる。
登録選手の中で以前からプロでプレーしていたのは控えのジャック・リアリーくらいで、殆どの選手はプロリーグの経験がなかった。チームは開幕から11連敗を喫し、ホームゲームの観客は1000人前後（何試合かは200人に満たなかったという）と観客動員も伸び悩んだ。チームは2ヶ月しか持たず同年5月31日の試合を最後に破綻、球団はカンザスシティに移っていった。出身選手の中で長くプロとして活躍したのは野手のジャーマニー・スミス位のものだった。

## 戦績
※順位は勝率による。
| 年度   | リーグ | 試合 | 勝利 | 敗戦 | 勝率 | 順位 | 監督             | 本拠地        |
| ------ | ------ | ---- | ---- | ---- | ---- | ---- | ---------------- | ------------- |
| 1884年 | UA     | 25   | 6    | 19   | .240 | 10位 | エド・カーティス | Columbia Park |

## 所属した主な選手
- ジャーマニー・スミス：遊撃手。アルトゥーナでデビュー、守備力があり1898年まで活躍した。

## 主な球団記録
- 通算安打数：34（ジャーマニー・スミス）
- 通算勝利数：5（ジョン・マーフィー）